# 五反田名画座
五反田名画座（ごたんだめいがざ）は、かつて存在した日本の映画館である。第二次世界大戦後の1952年（昭和27年）10月、東京都品川区五反田（現在の東五反田）に輸入映画（洋画）の二番館として開館した。五反田地区においては戦後の後発組であったが、1970年代以降、五反田東映劇場・五反田TOEIシネマとともに同地区最後の映画館のひとつとして営業を続け、1989年（平成元年）6月26日に閉館した。閉館時の運営会社は有限会社五反田名画座、同社代表兼同館支配人は、開館時以来の支配人であった種田直二。閉館まで、旧式のカーボン式映写機を使用していたことでも知られる。

## 沿革
- 1952年10月 - 開館[1]
- 1989年6月26日 - 閉館[10]

## データ
- 所在地 : 東京都品川区東五反田2丁目3番3号[4][8][9]、現在の「総和ティップネスビル」の位置[12][13][14]
  - 開館当時の東京都品川区五反田1丁目261番地[1][2][3]

北緯35度37分31秒 東経139度43分34秒 / 北緯35.62528度 東経139.72611度
- 経営 : 
  1. 鈴木聰子 （1952年[1][2] - 1960年）
  2. 名和商事 （1960年[3] - 1971年前後[4][5]）
  3. 有限会社五反田名画座 （代表種田直二、1971年前後[6] - 1989年[8][9]）
- 支配人 : 種田直二 （1952年[1][2] - 1989年[3][4][8][9]）
- 構造 : 木造一階建[1][2][3][4][8][9]
- 観客定員数 : 240名（1954年[1] - 1956年[2]） ⇒ 304名（1961年[3]） ⇒ 324名（1966年[4] - 1979年） ⇒ 252名（1983年[8] - 1985年[9]）

## 概要
第二次世界大戦後の1952年（昭和27年）10月、東京都品川区五反田1丁目261番地（現在の東五反田2丁目3番3号）に開館した。同地は、五反田1丁目260番地（現在の東五反田2丁目2番3号）にあった五反田劇場（経営・簱興行）と1番地違いの地番であり、建物自体は五反田駅から東へ伸びる八ッ山通り（現在の東京都道317号環状六号線）から1本入った筋に面していたが、通りに面した五反田劇場よりも東寄りの位置、のちに開館する五反田大映劇場（五反田1丁目254番地、経営・大映興行）の西隣の位置に同館入口の私道があり、私道左脇に同館の切符売場や上映作品の看板があった。開館当時の同館の経営は鈴木聰子の個人経営、支配人は種田直二、観客定員数は240名、興行系統は洋画の二番館であった。戦後間もなくの時期にアメリカ映画を独占配給したセントラル映画社は1951年（昭和26年）12月27日にすでに解体されており、同館の開館当時は、洋画輸入・配給の各社がそれぞれ配給していた時期であった。同館が開館する以前の五反田地区の映画館は、五反田劇場のほか、駅の西側に五反田東映劇場（五反田2丁目337番地、経営・東映）、解体されたセントラル系から「SYチェーン」（松竹洋画部）に移行した東京セントラル劇場（のちの五反田日活劇場、五反田2丁目367番地、経営・東京国際興行）の3館が存在した。その後、1954年（昭和29年）8月には五反田オリンピア映画劇場（五反田1丁目152番地、経営・東洋興業）、1955年（昭和30年）12月27日には前述の五反田大映劇場がそれぞれ開館し、同地区の映画館は6館に増えた。
1960年代に入ると、同地域の映画館産業のピークはこのあと急速に過ぎ去り、1961年（昭和36年）には五反田オリンピア映画劇場、1968年（昭和43年）には五反田大映劇場といった後発組が相次いで閉館した。この時期には、同館でも洋画だけではなく邦画（日本映画）も上映するようになっており、1970年代に入るころには、五反田日活劇場と五反田劇場が閉館、同館は経営が名和商事から有限会社五反田名画座に変わるとともに、成人映画館に業態を変更している。1973年（昭和48年）には、同地区の映画館は、同館のほか、東映直営の五反田東映劇場のみ、合計2館になっていた。
にっかつロマンポルノや輸入物のポルノ映画を含めた三本立あるいは四本立興行、土曜日のオールナイト興行を行っていたが、1989年（平成元年）6月26日、閉館した。閉館当日は、同館を舞台にした自主製作映画『ある映画館の物語』（監督滝口徹）の撮影が行われ、カーボン式映写機や館内の様子等の記録映像が、同作に残されている。
閉館後はただちに取り壊され、翌1990年（平成2年）には跡地に「総和ティップネスビル」が竣工、同年10月には同ビルに「ティップネス五反田」が開業した。同ビルは、八ッ山通りに面した同館に続く私道部分に突き出た、凸型のビルである。同館閉館後の同地区には、五反田東映劇場と同経営の五反田TOEIシネマ（1977年開館）が残ったが、翌1990年（平成2年）9月30日に五反田TOEIシネマが、次いで1991年（平成3年）には五反田東映劇場がそれぞれ閉館、同地区の映画館はすべて消滅した。